# Martin Chuzzlewit
The Life and Adventures of Martin Chuzzlewit, meestal Martin Chuzzlewit genoemd, wordt beschouwd als de laatste schelmenroman van de Britse schrijver Charles Dickens. Het boek verscheen aanvankelijk, zoals de meeste romans van Dickens, in afzonderlijke delen en werden van januari 1843 tot juli 1844 maandelijks in tijdschriftvorm gepubliceerd. In 1844 werd het ook in boekvorm uitgegeven.
Zelf beschouwde Dickens de roman als zijn beste werk, maar het werd matig ontvangen door de lezers. De eerste delen verkochten zo slecht dat Dickens het verhaal een wending gaf en de avonturen van de jonge Martin Chuzzlewit deels in de Verenigde Staten liet afspelen. Dickens had dit land in 1842 bezocht en beschreef het op satirische wijze als een plaats vol egoïsten en misdadigers.
Het hoofdthema van deze maatschappijkritische roman is egoïsme. Dit komt tot uiting in de karakters van elk lid van de familie Chuzzlewit, in het bijzonder in die van de booswichten Seth Pecksniff en Jonas Chuzzlewit. Twee mensen in het verhaal dragen de naam Martin Chuzzlewit, namelijk de oude, verbitterde Martin Chuzzlewit en zijn gelijknamige trotse kleinzoon. Volgens sommige lezers is de goedmoedige Tom Pinch de eigenlijke protagonist in het boek.

## Verhaal

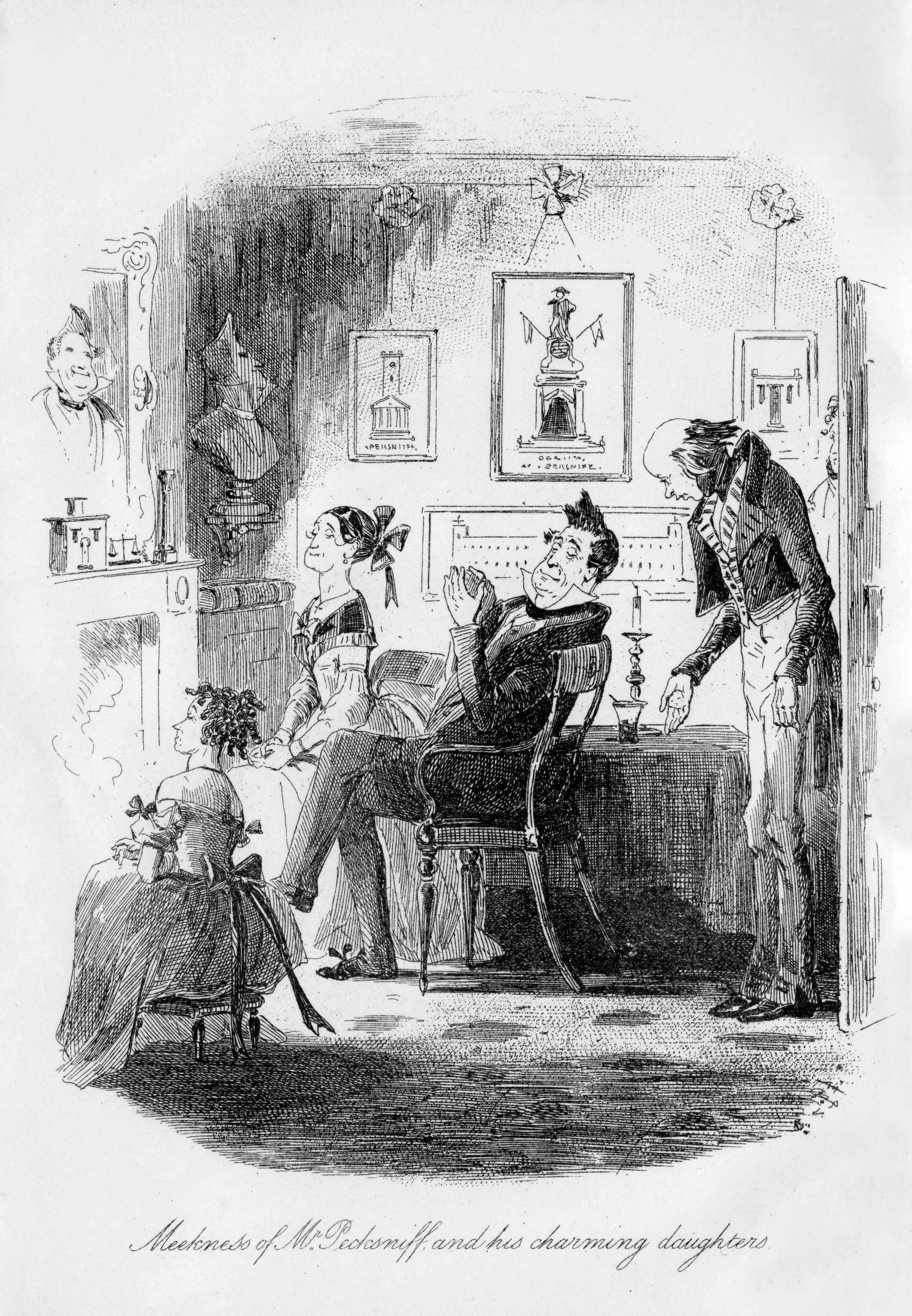
Tom Pinch doet een verzoek aan Seth Pecksniff, die met zijn dochters Mercy en Charity bij het haardvuur zit.

Seth Pecksniff is een weduwnaar die met zijn dochters Mercy en Charity in een dorp in Wiltshire woont, vlak bij Salisbury. Hij noemt zich architect en runt thuis een architectenschool met kost en inwoning. Vaak verkoopt hij tekeningen van zijn leerlingen onder zijn eigen naam. Nadat de leerling John Westlock de deur is gewezen neemt Pecksniff Martin Chuzzlewit in huis. Deze trotse jongeman is opgevoed door zijn gelijknamige grootvader, een oom van Seth Pecksniff. De jonge Martin heeft zich in het geheim verloofd met Mary Graham, een weesmeisje dat zijn grootvader als verpleegster in huis is genomen. Wanneer Martin Chuzzlewit senior de verloving ontdekt, weigert de jonge Martin om deze te verbreken en wordt hij onterfd. Martin verlaat zijn grootvader en wordt welwillend ontvangen door Pecksniff, die een gelegenheid ziet om in een goed blaadje te komen bij de rijke grootvader.
De jonge Martin Chuzzlewit raakt bevriend met Tom Pinch, Pecksniffs andere leerling. Deze naïeve en goedmoedige leerling woont al geruime tijd in bij Pecksniff en speelt in zijn vrije uren op de kerkorgel van Salisbury. Hij slaagt er niet in om iets kwaads in de bedrieglijke architect te zien, ondanks een laag inkomen en karige maaltijden. De twee vrienden moeten elkaar al spoedig verlaten door toedoen van Martins grootvader. Deze beveelt Pecksniff om de jonge Chuzzlewit de deur te wijzen en trekt vervolgens zelf bij Pecksniff in. De jonge Martin verlaat Salisbury en trekt naar Londen. Daar wordt hij in een pandjeshuis opgelicht door Montague Tigg, die hem een groot geldbedrag afhandig maakt. Ondertussen raakt Tom Pinch verliefd op de knappe Mary Graham, maar houdt dit geheim uit vriendschap met Martin.

### Jonas Chuzzlewit

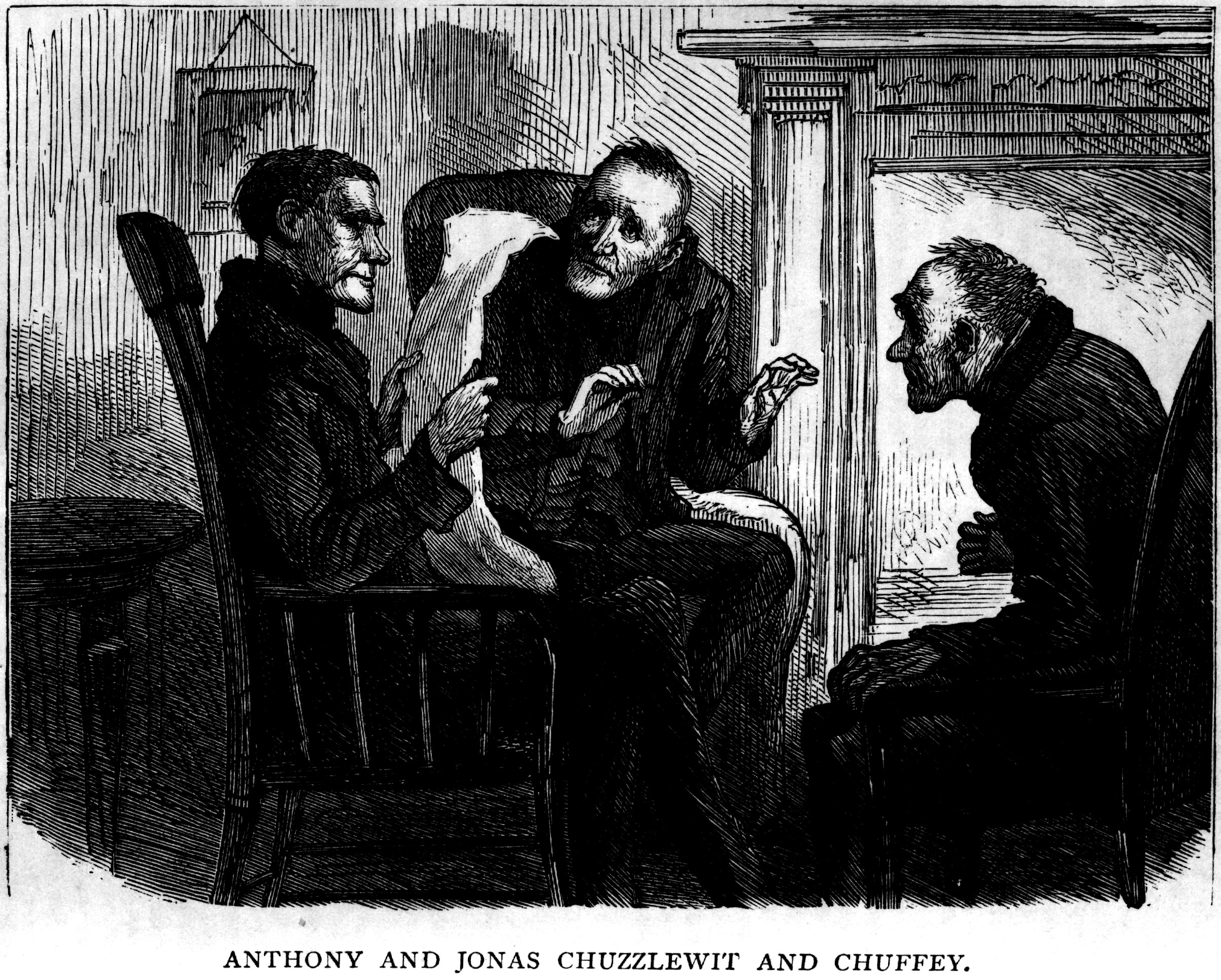
Anthony en Jonas Chuzzlewit, met rechts hun bejaarde boekhouder Chuffey

De familieleden van grootvader Martin Chuzzlewit hebben vrijwel allemaal hetzelfde gemeen: ze zijn gierig en zelfzuchtig. Een van de gierigste is Martins broer, Anthony Chuzzlewit. Hij heeft een goed lopend bedrijf met zijn zoon Jonas. Om geld te besparen leven ze een armoedig leven. Wanneer Anthony abrupt en onder mysterieuze omstandigheden sterft, erft Jonas het hele vermogen. Jonas begint Cherry Pecksniff het hof te maken, maar vraagt Seth de hand van Merry. Na het huwelijk breken er harde tijden aan voor de anders zo vrolijke Merry, aangezien Jonas geen gelegenheid voorbij laat gaan om haar te tiranniseren.
Jonas Chuzzlewit maakt kennis met de oplichter Montague Tigg, die dankzij het geldbedrag van de jonge Martin een corrupte verzekeringsmaatschappij op heeft gezet: De Anglo-Bengaalse Verzekeringsmaatschappij. Tigg ontdekt al snel de slechte kwaliteiten van Jonas Chuzzlewit en nodigt hem uit om deel te nemen aan zijn oplichterijen. Jonas Chuzzlewit ontdekt dat Tigg bezwaarlijke informatie over hem in handen heeft. Aangezien Tigg hem in zijn macht heeft gekregen vermoordt Jonas hem in het bos.
In de tussentijd ziet Tom Pinch eindelijk in hoe verdorven het karakter van Seth Pecksniff is. Hij trekt naar Londen en zoekt er werk. Tom komt er achter hoe slecht zijn zus Ruth wordt behandeld in haar functie van gouvernante bij een rijke familie. Hij laat haar ontslag nemen en trekken samen in een klein appartement. Hij krijgt een baan aangeboden, maar zijn mysterieuze werkgever krijgt hij niet te zien, aangezien deze alle contacten laat verlopen via een zekere Meneer Fips.

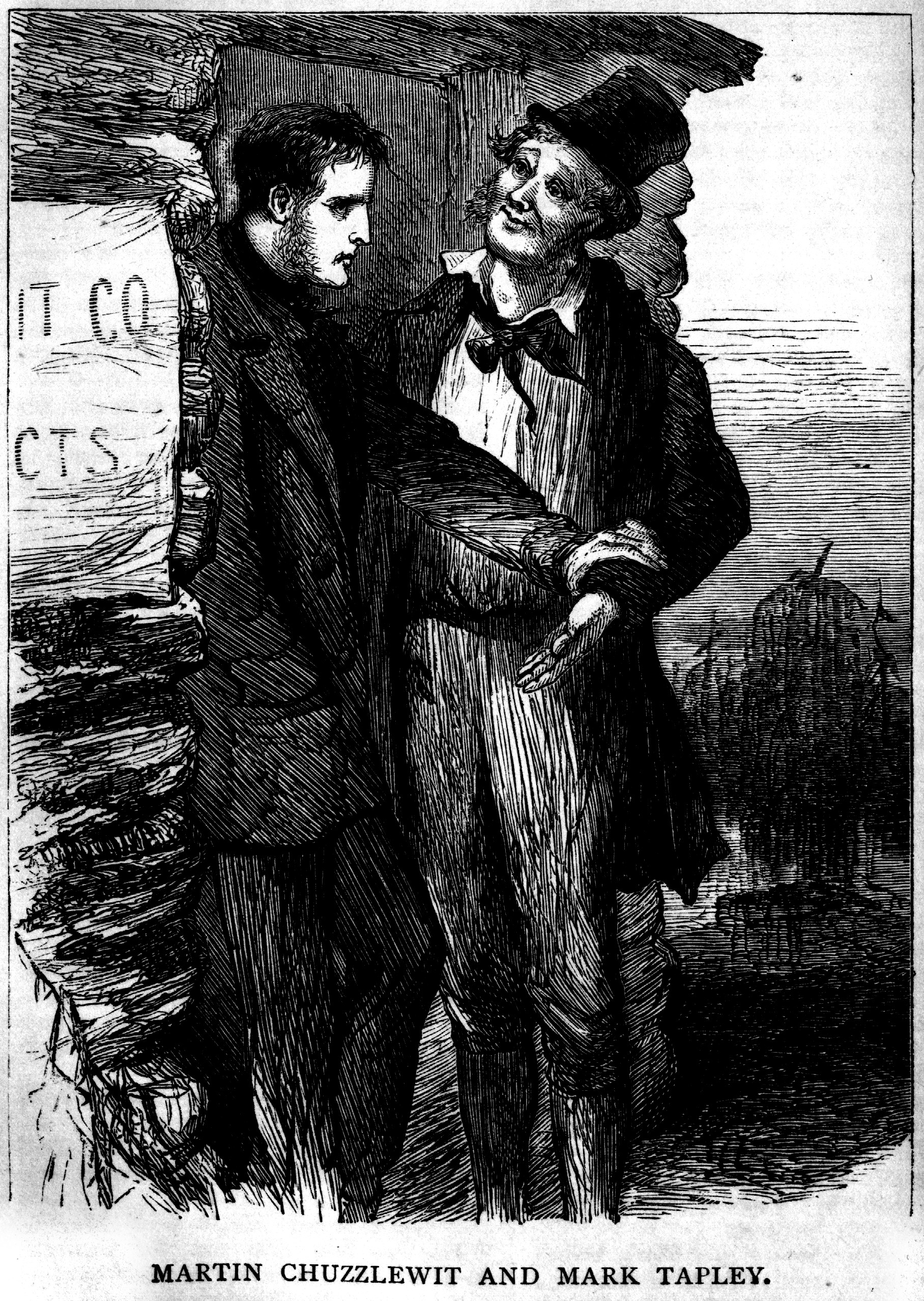
Martin Chuzzlewit en Mark Tapley in Eden

### Amerika
De jonge Martin Chuzzlewit maakt kennis met Mark Tapley, een vrolijke optimist die net ontslag heeft genomen bij een herberg. Samen besluiten ze om naar de Verenigde Staten te reizen, om daar hun fortuin te zoeken. Daar aangekomen maken ze op een onaangename manier kennis met de Amerikaanse bevolking; Dickens schildert ze af als egoïstisch, met zichzelf ingenomen, misdadig en kleingeestig. De twee vrienden kopen ongezien een stuk grond in Eden, een plaatsje langs de frontier dat zich midden in een ongezond moeras blijkt te bevinden. Beide sterven bijna aan de gevolgen van malaria, maar dankzij het optimisme van Tapley weten beide vrienden zich er toch doorheen te slaan. Martin Chuzzlewit raakt onder de indruk van Tapley, die zichzelf ten bate van andere mensen altijd blijft wegcijferen. De anders zo egoïstische en trotse Martin besluit om net als Tapley voortaan bescheidener door het leven te gaan en besluit om naar Engeland terug te keren om vergeving te vragen aan zijn grootvader. De oude Martin Chuzzlewit schijnt echter compleet onder de hoede van Seth Pecksniff geraakt te zijn en weigert om zijn verarmde kleinzoon enige hulp aan te bieden.

### Besluit

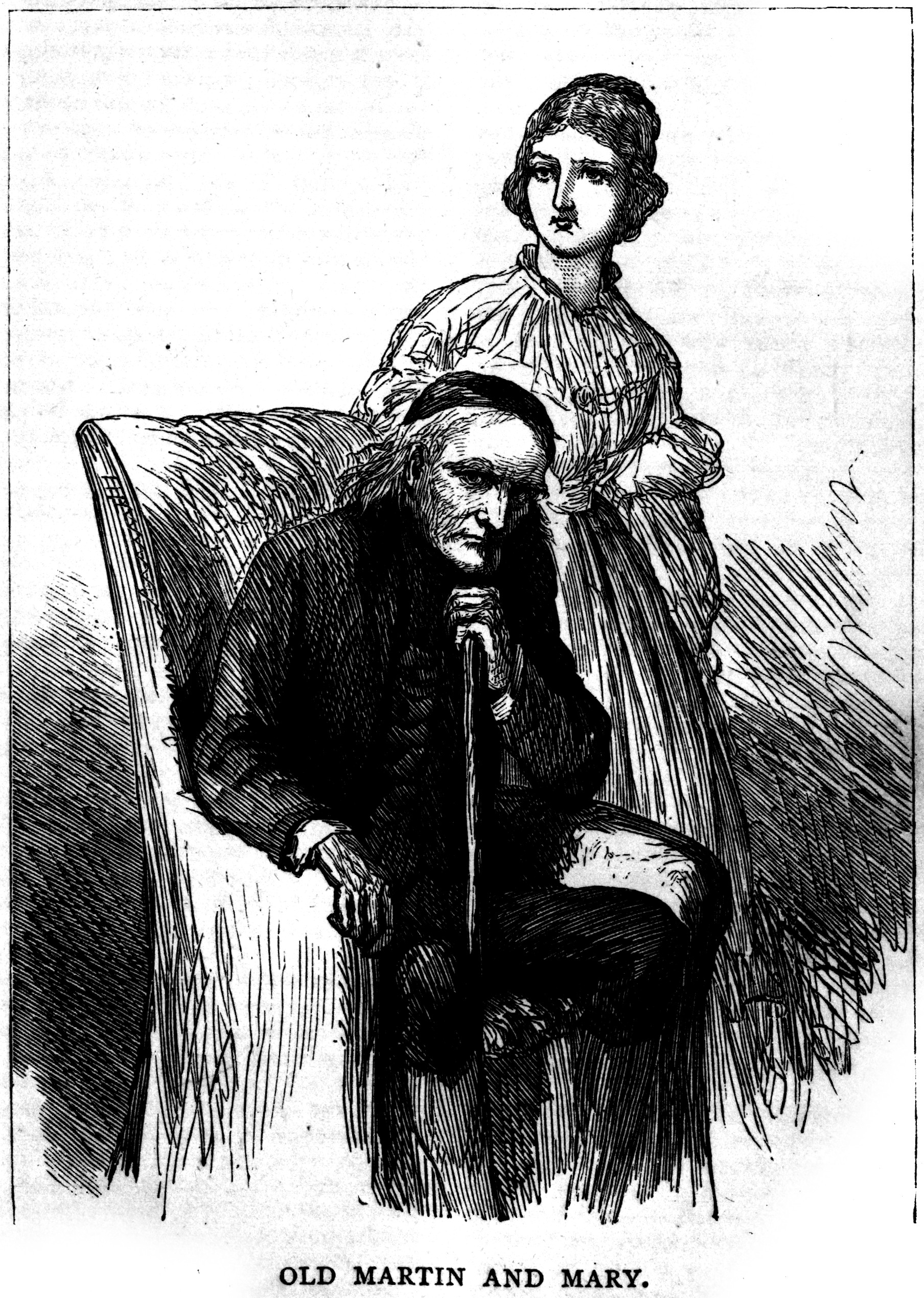
Grootvader Martin Chuzzlewit en Mary Graham

In Londen ontmoet de jonge Martin Chuzzlewit zijn oude vriend Tom Pinch weer en maakt hij kennis met Toms zus Ruth. Tom heeft ontdekt dat zijn mysterieuze werkgever niemand anders is dan de oude Martin Chuzzlewit. Deze heeft Seth Pecksniff bedrogen door zich dommer voor te doen als hij was en kon zo zijn geheime plannen ten uitvoer brengen. Hij nodigt Tom, Ruth, John Westlock, Mark Tapley en zijn kleinzoon bij zich uit om Seth Pecksniff te ontmoeten. Wanneer Pecksniff de kamer binnenkomt ontmaskert Chuzzlewit hem voor de ogen van alle aanwezigen.
Later ontdekt John Westlock dat Jonas Chuzzlewit achter de dood van zijn vader Anthony zat. Jonas wordt opgepakt door de politie, die hem ook beschuldigen van de moord op Montague Tigg. Onderweg naar de gevangenis slaagt Jonas er echter in om zichzelf te vergiftigen met hetzelfde middel als het middel dat hij op zijn vader toepaste.
Grootvader Martin Chuzzlewit sluit vrede met zijn kleinzoon en vraagt hem bovendien vergiffenis. De jonge Martin huwt met Mary Graham. Ook John Westlock en Ruth Pinch trouwen, en nemen Tom Pinch bij hen in huis.

## Personages

### De familie Chuzzlewit

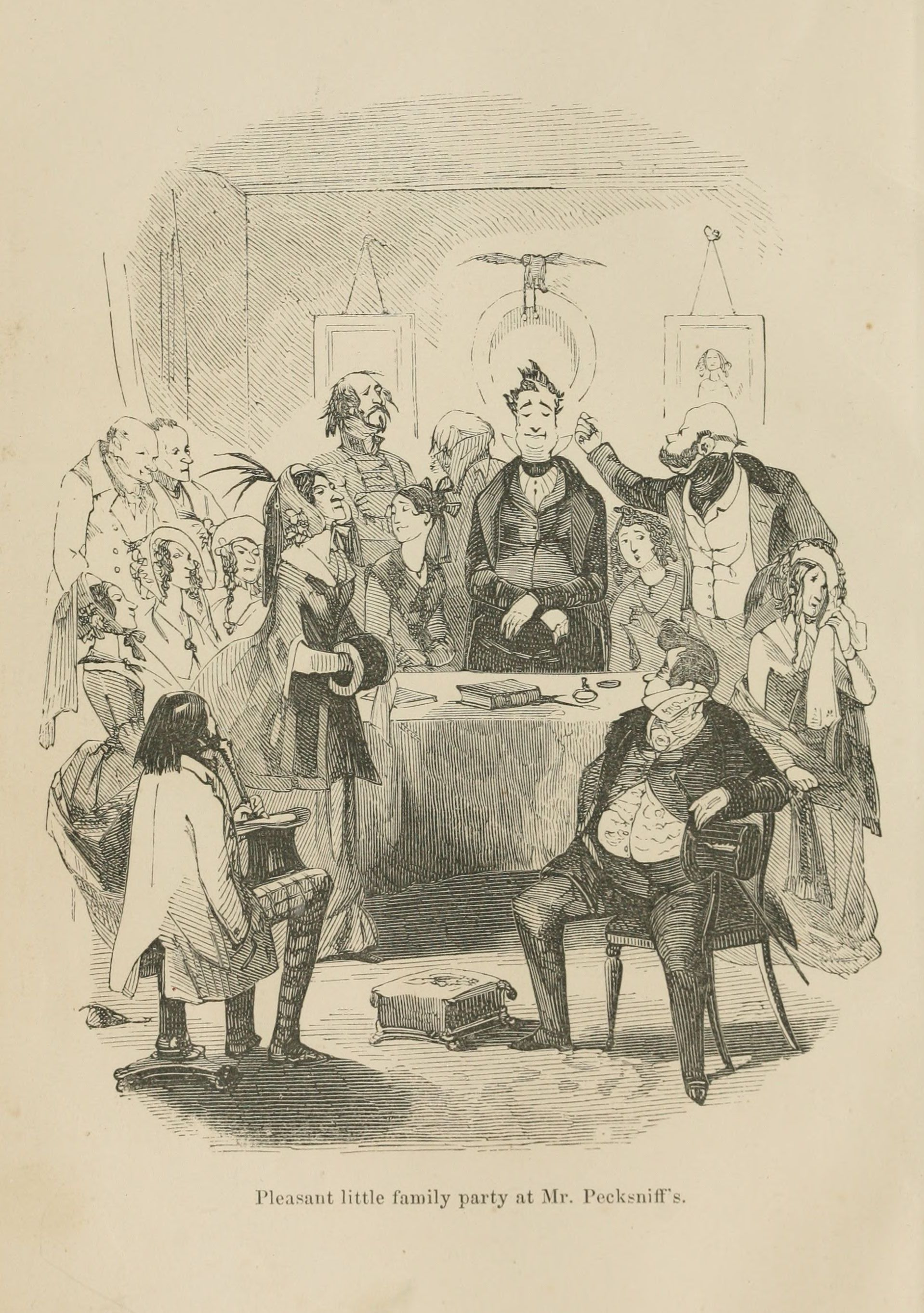
Seth Pecksniff omringd met familieleden van Martin Chuzzlewit

Leden van de familie Chuzzlewit spelen een grote rol in het verhaal en hebben met elkaar gemeen dat ze aan het begin van het verhaal allemaal een mate van egoïsme hebben.
- Martin Chuzzlewit senior is een bejaarde weduwnaar en patriarch van de familie Chuzzlewit. Hij leeft in de veronderstelling dat vrijwel iedereen op zijn geld uit is, wat zich aan het begin van het verhaal uit in koppigheid en zelfzuchtigheid.
- Zijn kleinzoon en naamgenoot Martin Chuzzlewit junior is ook koppig en egocentrisch. Hij is een weesjongen en werd aanvankelijk onderhouden door zijn grootvader. Wanneer Martin zich verlooft met Mary Graham, de verpleegster van de oude man, komt het echter tot een breuk tussen de twee. Klaarblijkelijk slaat de titel The Life and Adventures of Martin Chuzzlewit op de jonge Martin.[3]
- Anthony Chuzzlewit is de broer van de oude Martin. Hij heeft samen met zijn zoon een zaak, 'Chuzzlewit and Son' genaamd. Hij beschouwt het verzamelen van zoveel mogelijk geld als het grootste goed in de wereld.
- Jonas Chuzzlewit is nog gieriger dan zijn vader Anthony. Ongeduldig wacht hij op de dood van zijn vader om zo de erfenis te kunnen opstrijken, maar voor de buitenwereld lijkt hij een joviale man.
- George Chuzzlewit is een onopvallende neef van de oude Martin Chuzzlewit.
- De weduwe Mevrouw Ned Chuzzlewit is aangetrouwde familie van de oude Martin Chuzzlewit, maar heeft de typische zelfzuchtige karaktertrekken van de familie. Dit geldt ook voor haar drie dochters.
- Seth Pecksniff is een weduwnaar met twee dochters en een neef van de oude Martin Chuzzlewit. Hij runt een architectenschool waar hij zijn leerlingen uitbuit en hun tekeningen als eigen werk verkoopt. Seth Pecksniff doet zich voor als een man met een hoog moreel besef die het beste voorheeft met zijn omgeving. Zijn ondergang vormt een van de belangrijke verhaallijnen in het boek.
- Charity Pecksnif, bijgenaamd 'Cherry', is de oudste dochter van Seth. Ze is een saaie en egoïstische jongedame en afgunstig op haar jongere zus.
- Mercy Pecksnif, bijgenaamd 'Merry', is de jongste dochter van Seth. Aanvankelijk is het een levenslustig meisje dat er plezier in schept om anderen te plagen. Latere gebeurtenissen in het verhaal veranderen haar karakter compleet.
- Chevy Slime is een verre bloedverwant van Martin Chuzzlewit senior, wat hem niet weerhoudt om ook een gooi naar de toekomstige erfenis te doen.
- Mevrouw Spottletoe was ooit de favoriete nicht van de oude Martin Chuzzlewit, maar viel bij hem uit de gratie na haar huwelijk met Meneer Spottletoe, een slechtgehumeurde vrek.

### Overige personages in Engeland

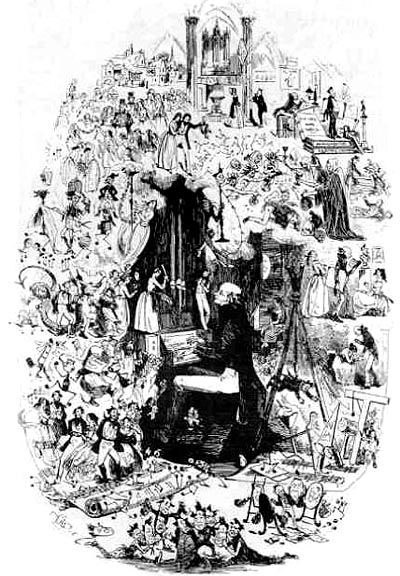
Titelblad bij de eerste druk, met Tom Pinch omringd door andere personages uit het verhaal

- Thomas (Tom) Pinch begon als een student van Seth Pecksniff en is aangesteld als zijn persoonlijke student. Hij is goudeerlijk, naïef en gelooft sterk in de goedheid van zijn medemensen, in het bijzonder die van zijn werkgever. Omdat hij een grote rol in het verhaal speelt en zijn karakter uitvoerig wordt beschreven, zien sommigen hem als de eigenlijke protagonist van het verhaal.[4]
- Ruth Pinch is, net als haar broer Tom, goedhartig en zorgzaam. Aanvankelijk werkt ze als gouvernante bij een rijke familie, waar ze geterroriseerd wordt door de verwende kinderen. Later verlaat ze op aanraden van Tom haar betrekking en trekt bij hem in.
- John Westlock heeft aan het begin van het verhaal grote onenigheid met Seth Pecksniff en verlaat de architectenschool. Later helpt hij Tom en Ruth Pinch wanneer zij een nieuwe start in Londen maken.
- Het weesmeisje Mary Graham is de verpleegster van de oude Martin Chuzzlewit en is aan het begin van het verhaal de enige persoon die hij werkelijk vertrouwt. Het vertrouwen wordt nauwelijks geschonden wanneer zij zich met de jonge Martin heeft verloofd.
- De weduwe Mevrouw Lupin is de eigenaar van de Blue Dragon Inn. Zij helpt anderen graag, ook al kost het haar soms heel wat geld.
- Mark Tapley is aanvankelijk werkzaam in de Blue Dragon Inn en heeft een oogje op zijn werkgeefster. Toch verlaat hij zijn betrekking om een grotere uitdaging voor zijn levensdoel te vinden: het opvrolijken van mensen die een miserabel leven hebben. Uiteindelijk vergezelt hij de jonge Martin Chuzzlewit naar Amerika, waar hem genoeg van dergelijke uitdagingen te wachten staat.
- Montague Tigg (later Tigg Montague genoemd), is een oplichter die in het verhaal zijn fortuin maakt. Aanvankelijk verbindt hij zich aan Chevy Slyme, maar later verlaat hij hem en richt de Anglo-Bengaalse Verzekeringsmaatschappij op.
- David Crimple en Bullamy zijn respectievelijk de mededirecteur en de portier van de Anglo-Bengaalse.
- Meneer Nadgett is de mysterieuze spion van Tigg Montague en huisbaas van Tom en Ruth Pinch.
- Meneer Chuffey is de bejaarde boekhouder van de firma Chuzzlewit and Son. Hij lijkt compleet apathisch tegenover zijn omgeving te staan, maar doet in de loop van het verhaal belangrijke onthullingen.

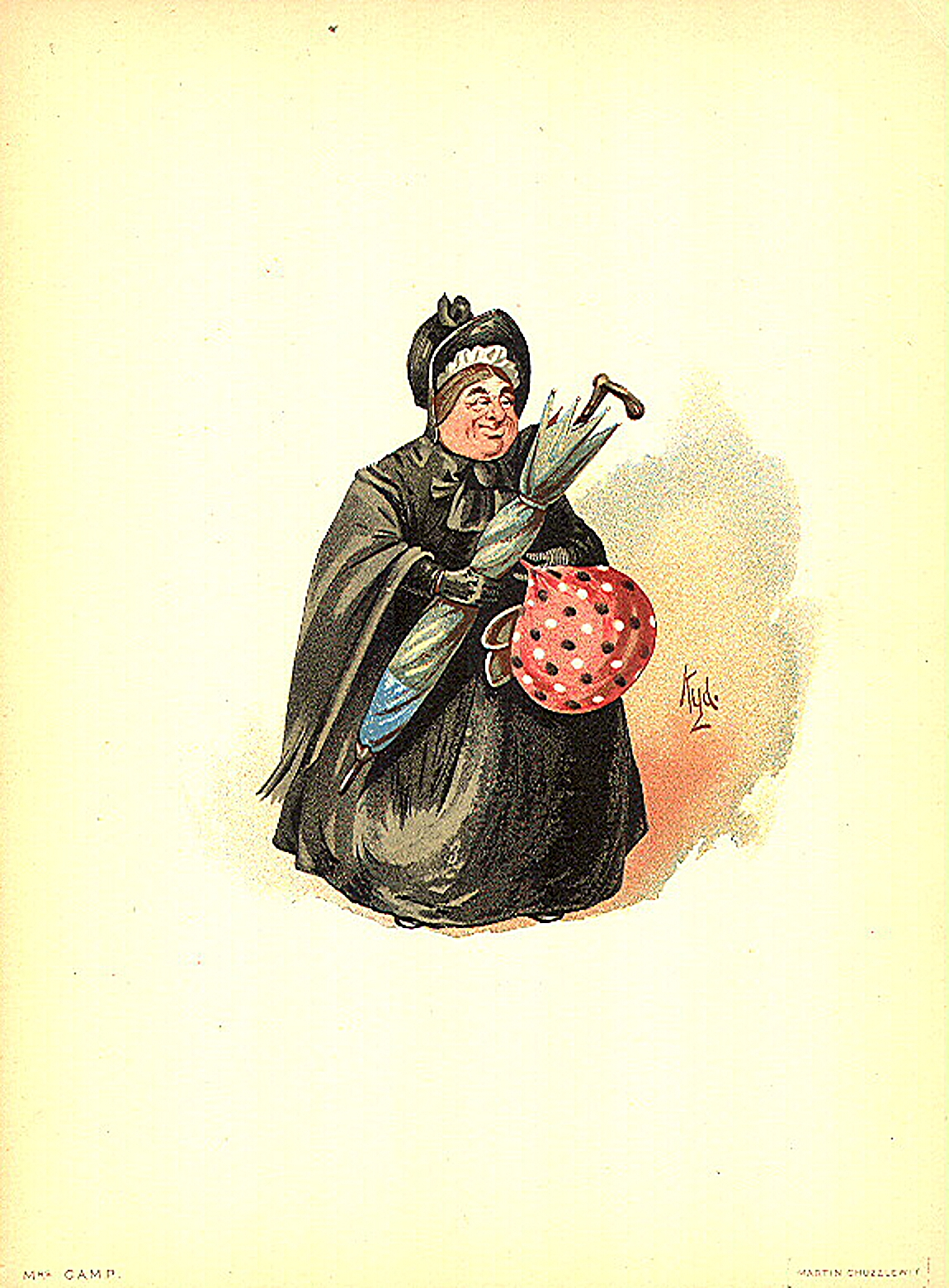
Sarah Gamp

- Sarah Gamp is de aan alcohol verslaafde vroedvrouw en verpleegster. Zij heeft het regelmatig over een zekere Mevrouw Harris, maar haar omgeving twijfelt aan het bestaan van deze vrouw. Na het publiceren van het boek werd het woord gamp een favoriete uitdrukking voor een paraplu, een favoriet voorwerp van Sarah Gamp. Als voorbeeld voor Gamps karakter gebruikte Charles Dickens een echte verpleegster die zijn vriendin Angela Georgina Burdett-Coutts aan hem had beschreven.
- Betsey Prig is een collega van Sarah Gamp. Ze heeft een soortgelijk karakter als Gamp, wat resulteert in een haat-liefdeverhouding tussen de twee.
- Paul (Poll) Sweedlepipe is de huisbaas van Sarah Gamp en runt een kapperszaak annex vogelwinkel.
- Mould is een begrafenisondernemer en is altijd opgewekt, aangezien hij volop werk heeft. Vaak helpt hij Sarah Gamp bij een klus.
- Mevrouw Todgers is een pensionhoudster met een goed hart. Haar huis speelt een grote rol in het boek, aangezien veel personages elkaar hier voor het eerst treffen.
- Augustus Moddle is een melancholieke jongeman die een kamer huurt in het pension van Mevrouw Todgers.
- De altijd vrolijke Meneer Bailey werkt aanvankelijk in het pension van Mevrouw Todgers, maar verlaat zijn betrekking om dienst te nemen in de Anglo-Bengaalse als koetsier. Zelfs zijn nieuwe baas Tigg Montague is ontvankelijk voor zijn altijd goede humeur.
- Lewsome is een ziekelijke jongen die zijn betrekking als arts heeft moeten opgeven. Ooit was hij bevriend met Jonas Chuzzlewit, maar hij verbreekt die vriendschap als hij achter een gruwelijk geheim komt.

### De Amerikanen

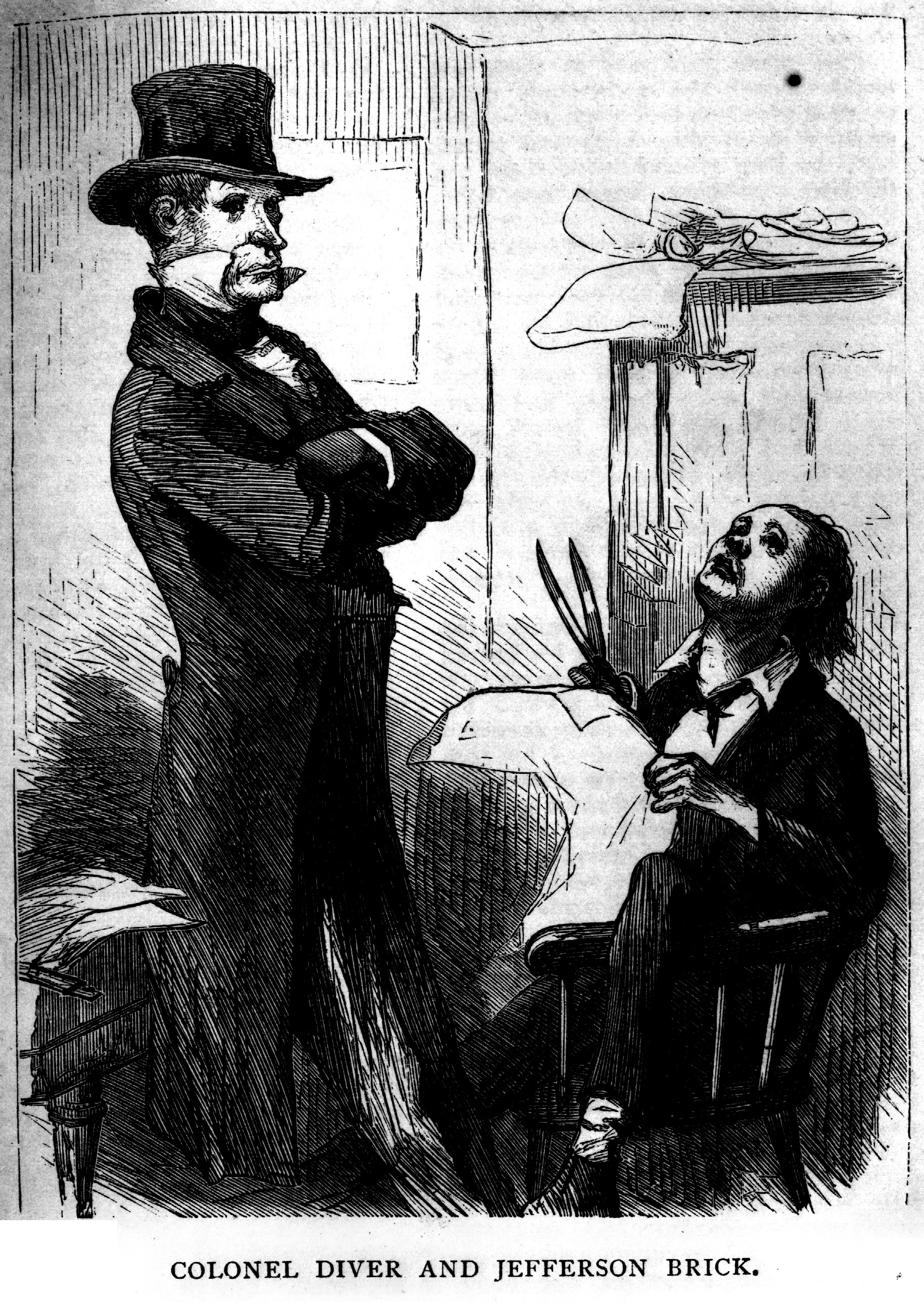
Kolonel Driver en Jefferson Brick van de New York Rowdy Journal

De Amerikanen in het verhaal worden met een paar uitzonderingen door Dickens afgeschilderd als overdreven patriottistisch, egoïstisch en crimineel.
- Kolonel Driver en Jefferson Brick zijn respectievelijk de hoofdredacteur en oorlogscorrespondent van de 'New York Rowdy Journal', een krant vol leugenachtige roddels.
- Majoor Pawkins is de eigenaar van het pension waar Martin Chuzzlewit en Mark Tapley tijdelijk hun intrek nemen.
- Kapitein Kedgick is de hoteleigenaar van het hotel in Watertoast. Hier ontmoeten Martin en Mark allerlei vrijdenkers, zoals Miss Hominy.
- Zephaniah Scadder verkoopt Martin en Mark een stuk grond in het 'paradijselijke' Eden. Een deel van de opbrengst gaat naar andere Amerikanen in het complot, zoals Kapitein Kedgick.
- Hannibal Chollop is een moordzuchtig crimineel die een bezoek brengt aan Martin en Mark in Eden.
- Bevan is de enige Amerikaan in het verhaal waar Martin en Mark voordeel van hebben; hij helpt hen uiteindelijk wanneer ze hulp het hardste nodig hebben.

## Publicatie en ontvangst

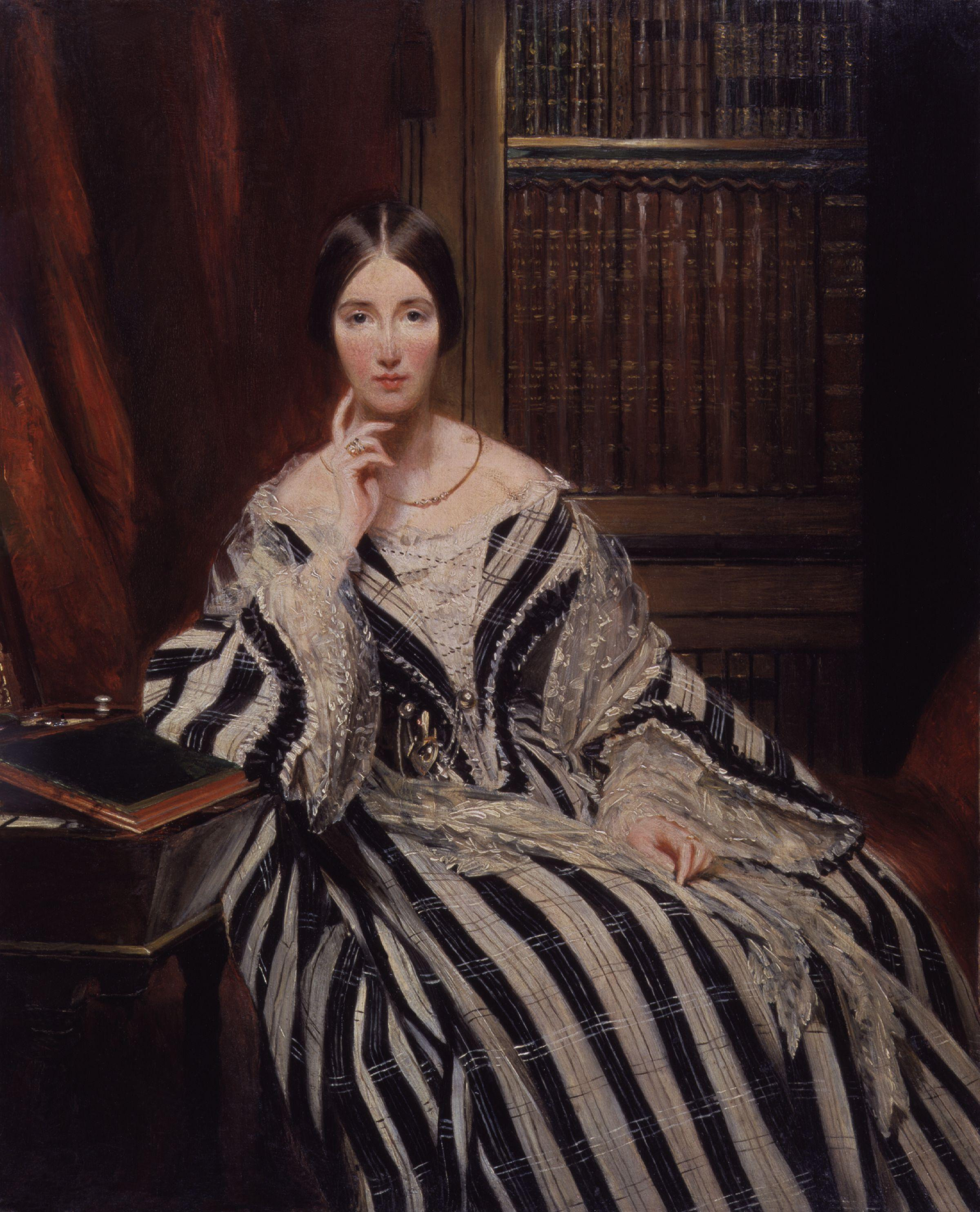
Angela Georgina Burdett-Coutts omstreeks 1840

Charles Dickens droeg The Life and Adventures of Martin Chuzzlewit op aan Angela Georgina Burdett-Coutts, een bekende Engelse filantroop die goed met hem bevriend was. Het verhaal werd in 19 delen gepubliceerd die van januari 1843 tot juli 1844 maandelijks in tijdschriftvorm werden uitgegeven. Elk deel telde 32 pagina's en bevatte twee illustraties van Hablot Knight Browne, bijgenaamd 'Phiz'. Dit met uitzondering van het laatste deel, dat tweemaal zo lang was.
- I – januari 1843 (hoofdstukken 1–3)
- II – februari 1843 (hoofdstukken 4–5)
- III – maart 1843 (hoofdstukken 6–8)
- IV – april 1843 (hoofdstukken 9–10)
- V – mei 1843 (hoofdstukken 11–12)
- VI – juni 1843 (hoofdstukken 13–15)
- VII – juli 1843 (hoofdstukken 16–17)
- VIII – augustus 1843 (hoofdstukken 18–20)
- IX – september 1843 (hoofdstukken 21–23)
- X – oktober 1843 (hoofdstukken 24–26)

- XI – november 1843 (hoofdstukken 27–29)
- XII – december 1843 (hoofdstukken 30–32)
- XIII – januari 1844 (hoofdstukken 33–35)
- XIV – februari 1844 (hoofdstukken 36–38)
- XV – maart 1844 (hoofdstukken 39–41)
- XVI – april 1844 (hoofdstukken 42–44)
- XVII – mei 1844 (hoofdstukken 45–47)
- XVIII – juni 1844 (hoofdstukken 48–50)
- XIX-XX – juli 1844 (hoofdstukken 51–54)

De eerste maandelijkse delen werden niet zo goed verkocht als eerder werk van Charles Dickens, per deel gingen slechts ongeveer 20.000 exemplaren over de toonbank. De teleurstellende verkoopcijfers resulteerde in een breuk tussen Dickens en zijn uitgevers, Chapman & Hall.

### Kritiek uit de Verenigde Staten

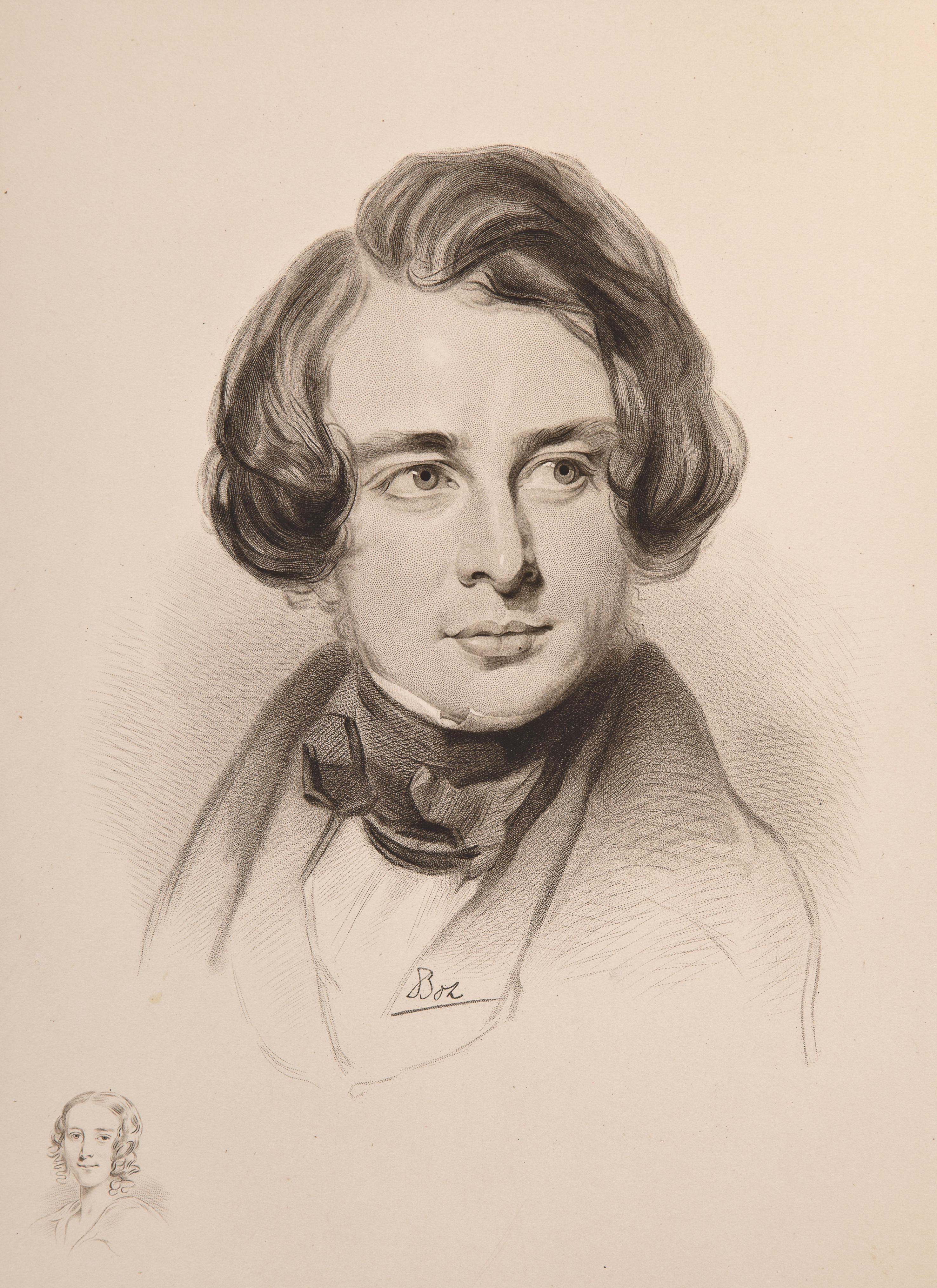
Schets van Charles Dickens, gemaakt tijdens zijn reis door de Verenigde Staten in 1842

In een poging om de verkoopcijfers te doen stijgen besloot Charles Dickens om een nieuw element in zijn werk te stoppen. Door Martin Chuzzlewit vergezeld van Mark Tapley naar de Verenigde Staten te laten reizen kon Dickens indrukken in het verhaal verwerken die hij en zijn vrouw Catherine hadden opgedaan toen ze van januari tot juni 1842 een rondreis in het land maakten. Eerdere reiservaringen verwerkte hij in datzelfde jaar in zijn reisverslag American Notes.
Charles Dickens stelt een aantal Amerikaanse zaken in een negatief daglicht, zoals slavernij, vrijdenkerij en patriottisme. Maar Dickens verklaarde dat hij zijn roman vooral als een satire bedoeld had, in de lijn van zijn eerdere bekritiseringen van Engelse instanties, zoals in zijn roman Oliver Twist. Bovendien werd in Martin Chuzzlewit niet alleen de fraude en vrijdenkerij in Amerika op de hak genomen, maar ook de Engelse verzekeringsschandalen. Toch viel de roman bij een groot deel van het Amerikaanse publiek niet in de smaak. De manier waarop hun landgenoten werden afgeschilderd ervoeren ze als beledigend. Dickens ontving diverse boze brieven en knipsels uit Amerikaanse kranten waarin zijn werk werd bestempeld als anti-Amerikaans.
Kort na de publicatie van de roman verscheen een bericht in een Amerikaanse krant over een Engelsman die op zijn boottocht naar New York Martin Chuzzlewit las. Hij raakte zo gechoqueerd over het Amerikaanse volk dat hij zichzelf verdronken zou hebben om maar geen voet in Amerika te hoeven zetten.

## Verfilming
De roman is verfilmd in een gelijknamige miniserie in 1994. De Engels acteur Paul Scofield speelt er zowel de oude Martin Chuzzlewit als zijn broer, Anthony Chuzzlewit.